# El Circo de la Noche
El circo de la noche (The Night Circus en su idioma original, inglés) es una novela de fantasía publicada en 2011 por Erin Morgenstern. Originalmente fue escrito durante el concurso anual de escritura National Novel Writing Month (NaNoWriMo), en el lapso de tres competencias. La novela tiene una narrativa no-lineal escrita desde múltiples puntos de vista.

## Trama
El Circo de la Noche es un cuento de hadas fantasioso, ambientado en un Londres victoriano ahistórico, en un circo mágico ambulante que está abierto sólo desde la puesta de sol hasta el amanecer. Le Cirque des Rêves (El Circo de los Sueños) presenta maravillas y "enigmas etéreos" tales como un jardín floreciente hecho hielo en su totalidad, acróbatas volando sin una red y un laberinto de nubes vertical donde los visitantes que se pierden simplemente saltan y flotan suavemente hacia el piso. El circo no tiene un cronograma establecido, apareciendo sin advertencia y yéndose sin previo aviso; viajan en un tren disfrazado como un transporte de carbón. Alrededor del circo se desarrolla una red de aficionados devotos que se autodenominan "rêveurs" ("soñadores"); se identifican entre sí añadiendo un toque de rojo al atuendo que de otra manera coincide con el blanco y negro característico de las carpas del circo. La naturaleza mágica del circo se oculta bajo el disfraz del escamoteo: el ilusionista realmente transforma su chaqueta en un cuervo y la adivina realmente lee el incierto futuro, y ambos son aplaudidos por su ingenio.
Sin embargo, el circo tiene un propósito oscuro más allá del entretenimiento y las ganancias. Dos poderosos magos, Próspero el Encantador y el enigmático Sr. AH-, preparan a sus jóvenes protegidos, Celia Bowen y Marco Alisdair, para representar su rivalidad con las exhibiciones del circo como escenario. Próspero le enseña a su hija a perfeccionar sus talentos innatos manteniendo en su mente trabajos mágicos cada vez más grandes y complejos. Celia toma su posición en el tablero como la ilusionista que hace transformaciones reales, agregando carpas y manteniendo maravillosos espectáculos desde el interior. El Sr. AH- entrena a su pupilo huérfano con libros en las formas de los glifos, la magia simpática, y los mundos ilusorios que existen solo en la mente del espectador. Marco asume un puesto como asistente del productor del circo: trabaja de afuera hacia adentro, conectado con el circo a través de un vínculo mágico con la hoguera central, sin ser parte de ella. Ambos seducen a los visitantes del circo y a ellos mismos con maravillas nocturnas, y pronto se enamoran a pesar de estar mágicamente ligados a una competencia mortal con reglas que ninguno de los dos comprende.
A medida que la competencia continúa, ambos competidores se tensan sin señales de una conclusión a la vista, ni una pista de cómo se determinará un ganador. Otros dentro del circo comienzan a notar eventos extraños conectados a esto: los planos desaparecen de las oficinas de los diseñadores y los intérpretes parecen estar ligados al circo: nunca pueden fallar, irse permanentemente, tener accidentes, o incluso envejecer. Poppet y Widget, gemelos nacidos de una intérprete la noche de apertura, han desarrollado poderes mágicos. Al productor del circo se le borran los recuerdos, y uno de los inversores iniciales muere en circunstancias dudosas cuando comienzan a descubrir la verdad subyacente del circo. Cuando las tensiones crecientes entre Próspero y AH-, y los celos de la exnovia de Marco despreciada por Celia, dan como resultado que un inocente "rêveur" sea apuñalado por accidente en una carpa de circo, Celia comienza a buscar una manera de terminar el juego lo más rápido posible, preservando el circo y sus implicados.
Celia se entera por Próspero que el juego debe continuar hasta que uno de los participantes no pueda continuar, lo que generalmente significa su muerte. También descubre que la contorsionista del circo, Tsukiko, no sólo es una maga también, sino que es la ganadora del concurso anterior en el que su oponente se suicidó. Después de que las negociaciones de Celia y Marco con sus mentores fracasan, Tsukiko cree que la competencia está poniendo en riesgo al circo y a sus miembros. Ella planea matar mágicamente a Marco para terminar el concurso, creyendo que él es menos importante que Celia al no ser parte del circo. En el último momento, Celia se apresura a salvarlo, lo que hace que los dos sean arrancados de la realidad y se conviertan en espíritus vinculados al circo. Con sus piedras angulares mágicas retiradas, la hoguera central se apaga y el ambiente del circo comienza a desmoronarse. Celia y Marco preservan el circo al volver a unir mágicamente a Poppet, Widget, y su nuevo amigo (un aficionado al circo llamado Bailey Clarke) con el circo, encendiendo el fuego y recuperando el espíritu del mismo.
Con Celia y Marco existiendo como fantasmas, incapaces de competir pero contentos de poder embrujar juntos el circo para siempre, el concurso se declara completo a través de un punto muerto sin ganador. Poppet y Widget negocian la liberación de las propiedades circenses restantes del ex-productor y el Sr. AH-, y el libro termina con la revelación de que Poppet, Widget, Bailey y el circo todavía existen en la actualidad, preservados durante más de un siglo.

## Recepción
El Circo de la Noche ha sido comparado con Harry Potter y Crepúsculo, así como con Neil Gaiman, Something Wicked This Way Comes y Jonathan Strange & Mr Norrell. Ron Charles, que escribe para The Washington Post, compara las imágenes de Morgenstern con las de Steven Millhauser, aunque con un "surrealismo más juguetón y dramático". Olivia Laing, escritora para The Observer, compara el libro a un "gabinete de curiosidades eminentemente intrigante" con un entorno intrincado pero sin amarres, y personajes coloridos pero mecánicos. Laura Miller, que escribe para Salon, también elogia la "fantasía estética con todos los adornos", pero no la trama en sí. Sarah Stegall, escribiendo para SFScope, elogia las vívidas imágenes, prediciendo que debería ser nominada para premios literarios. Richard Peabody, que escribe para The Washington Independent Review of Books, describe la narrativa como no lineal, con frecuentes cambios en los puntos de vista, viñetas tangenciales, y capítulos cortos casi cinematográficos. Stacey D'Erasmo, escritora de The New York Times Book Review, critica la falta de especificidad en las imágenes, describiendo la experiencia como "continuamente siendo contada cuán mágicos es el circo y sus habitantes, sin estar realmente sorprendida, embelesada, o seducida".
El Circo de la Noche fue candidato al premio Guardian First Book Award en 2011. Ganó un premio Alex de la Asociación Estadounidense de Bibliotecas en 2012. La novela estuvo siete semanas en la lista de los más vendidos del New York Times, alcanzando el número dos en la lista de ficción con tapa dura.

## Medios asociados
Una versión en audiolibro de El Circo de la Noche es leída por Jim Dale.
La editorial británica, Harvill Secker, contrató a Failbetter Games, creadores de Fallen London, para crear un juego de rompecabezas para acompañar el libro. El sitio se puso en marcha el 1 de septiembre de 2011, dos semanas antes de la publicación del libro. Desde entonces, el juego se movió al sitio de Storynexus y se modificó para eliminar la promoción social agresiva que incluía el original.
Los derechos cinematográficos y televisivos de El Circo de la Noche fueron adquiridos por Summit Entertainment, y David Heyman y Jeff Clifford están produciendo una película bajo Heyday Films. Moira Buffini fue contratada en febrero de 2012 para escribir el guion. En febrero de 2019, se anunció que Geremy Jasper dirigiría la adaptación cinematográfica de Lionsgate.
- Datos: Q10594892